# Кроаз ан Терноа
Кроаз ан Терноа (фр. Croix-en-Ternois) насеље је и општина у североисточној Француској у региону Север-Па д Кале, у департману Па де Кале која припада префектури Арас.
По подацима из 2011. године у општини је живело 313 становника, а густина насељености је износила 47,28 становника/km². Општина се простире на површини од 6,62 km². Налази се на средњој надморској висини од 152 метара (максималној 151 m, а минималној 99 m).

## Демографија
| 1962. | 1968. | 1975. | 1982. | 1990. | 1999. | 2011. |
| ----- | ----- | ----- | ----- | ----- | ----- | ----- |
| 202   | 208   | 193   | 196   | 218   | 255   | 313   |

График промене броја становника у току последњих година